# Insitor
Insitor és un cràter sobre la superfície del planeta nan Ceres, situat amb el sistema de coordenades planetocèntriques a -9.1 ° de latitud nord i 126.51 ° de longitud est. Fa un diàmetre de 26 km. El nom va ser fet oficial per la UAI el 14 de desembre del 2015 i fa referència a Insitor, déu de la sembra i l'empelt de la mitologia romana.